# William Ivey Long
William Ivey Long (Raleigh, 30 agosto 1947) è una costumista statunitense.

## Biografia
Dopo la laurea in storia al College di William and Mary nel 1969, William Ivey Long proseguì gli studi a Yale, dove fu compagno di corsi di Meryl Streep, Sigourney Weaver, Wendy Wasserstein e Christopher Durang. Dopo la laurea nel 1975, Ivey Long si trasferì a New York e nel 1978 fece il suo debutto a Broadway come scenograffo di un allestimento de L'ispettore generale.
Nei quarant'anni successivi, Ivey Long curò i costumi di oltre una settantina di drammi e musical a Broadway, tra cui acclamati allestimenti di Nine (1982), Sei gradi di separazione (1990), Il ritorno a casa (1991), Crazy for You (1992), Vite in privato (1992), Guys and Dolls (1992), Picnic (1994), Company (1995), Chicago (1996), 1776 (1997), Cabaret (1998), Annie Get Your Gun (1999), Contact (2000), The Music Man (2000), The Producers (2001), Hairspray (2002), La piccola botteca degli orrori (2003), The Boy From Oz (2003), The Frogs (2004), La Cage aux Folles (2004), Un tram che si chiama Desiderio (2005), Sweet Charity (2005), Grey Gardens (2006), The Ritz (2007), Pal Joey (2008), Catch Me If You Can (2011), The Mystery of Edwin Drood (2012) e On the Twentieth Century (2015).
Per il suo lavoro a Broadway è stato candidato a diciassette Tony Award, vincendone sei per la sua opera da costumista.

## Filmografia parziale

### Cinema
- Vincere insieme (The Cutting Edge), regia di Paul Michael Glaser (1992)
- Cercasi superstar (Life with Mikey), regia di James Lapine (1993)
- The Producers - Una gaia commedia neonazista (The Producers), regia di Susan Stroman (2005)
- Diana, regia di Christopher Ashley (2021)

### Televisione
- Grease: Live! – film TV, regia di Thomas Kail (2016)
- The Rocky Horror Picture Show: Let's Do the Time Warp Again – film TV, regia di Kenny Ortega (2016)
- A Christmas Story Live! – film TV, regia di Scott Ellis (2017)